# SHOOT BOXING 2017 act.3
SHOOT BOXING 2017 act.3（シュートボクシングアクト3）は、シュートボクシングの大会の一つ。2017年6月16日、東京都文京区後楽で開催された。

## 大会概要
第9試合、エース鈴木博昭が 海人と対戦、他団体を視野に入れ、双方肘有りルール合意の上対戦し、海人が勝利を収めた
。

## 試合結果

### 本戦カード
第1試合
◯  モンゴル チングン新小岩 vs.  韓国 キム・ジミン ×
延長4R 終了 TKO（本戦は三者とも28-28）
第2試合
◯  日本 奥山貴大 vs.  日本 マツシマタヨリ ×
3R 2分終了 KO
第3試合
◯  日本 西岡蓮太 vs.  日本 YUSHI ×
2R 2分01秒終了 KO
第4試合
◯  日本 笠原弘希 vs.  日本 元貴 ×
3R 終了 判定 3-0（三者とも30－29）
第5試合 60kg契約　3分3R無制限延長R
◯  日本 村田聖明 vs.  日本 MASATO ×
3R 終了 判定 3-0（30-28、30-29、30-29）
第6試合 55kg契約　3分3R無制限延長R
◯  日本 植山征紀 vs.  日本 竹野元稀 ×
3R 終了 判定 3-0（30-29、30-28、30-28）
第7試合 70kg契約　エキスパートクラス特別ルール　3分3R無制限延長R
◯  日本 坂本優起 vs.  日本 小林準 ×
3R 終了 判定 2-0（29-28、29-29、30-29）
第8試合 SB日本フェザー級タイトルマッチ　エキスパートクラス特別ルール　3分5R
◯  日本 深田一樹 vs.  日本 内藤大樹 ×
3R 終了 判定 2-0（48-47、48-48、48-47）
第9試合 メインイベント　63.5kg契約　エキスパートクラス特別ルール　3分3R延長無制限
×  日本 鈴木博昭 vs.  日本 海人 ◯
1R 2分18秒 終了 TKO（ドクターストップ）